# Emblème de la Corée du Nord
 (juillet 2024).
Si vous disposez d'ouvrages ou d'articles de référence ou si vous connaissez des sites web de qualité traitant du thème abordé ici, merci de compléter l'article en donnant les références utiles à sa vérifiabilité et en les liant à la section « Notes et références ».
L'emblème de la Corée du Nord est une composition représentant la centrale hydroélectrique de Supung, placée sous le Mont Paektu, point culminant de Corée, au-dessus duquel rayonne une étoile rouge, le tout encadré par deux gerbes de riz formant un ovale liées à un ruban portant l'inscription « La république populaire démocratique de Corée » en caractères hangeul.
Cet emblème est graphiquement très proche des blasons de l'Union des Républiques socialistes soviétiques et leur symbolisme est d'inspiration communiste.

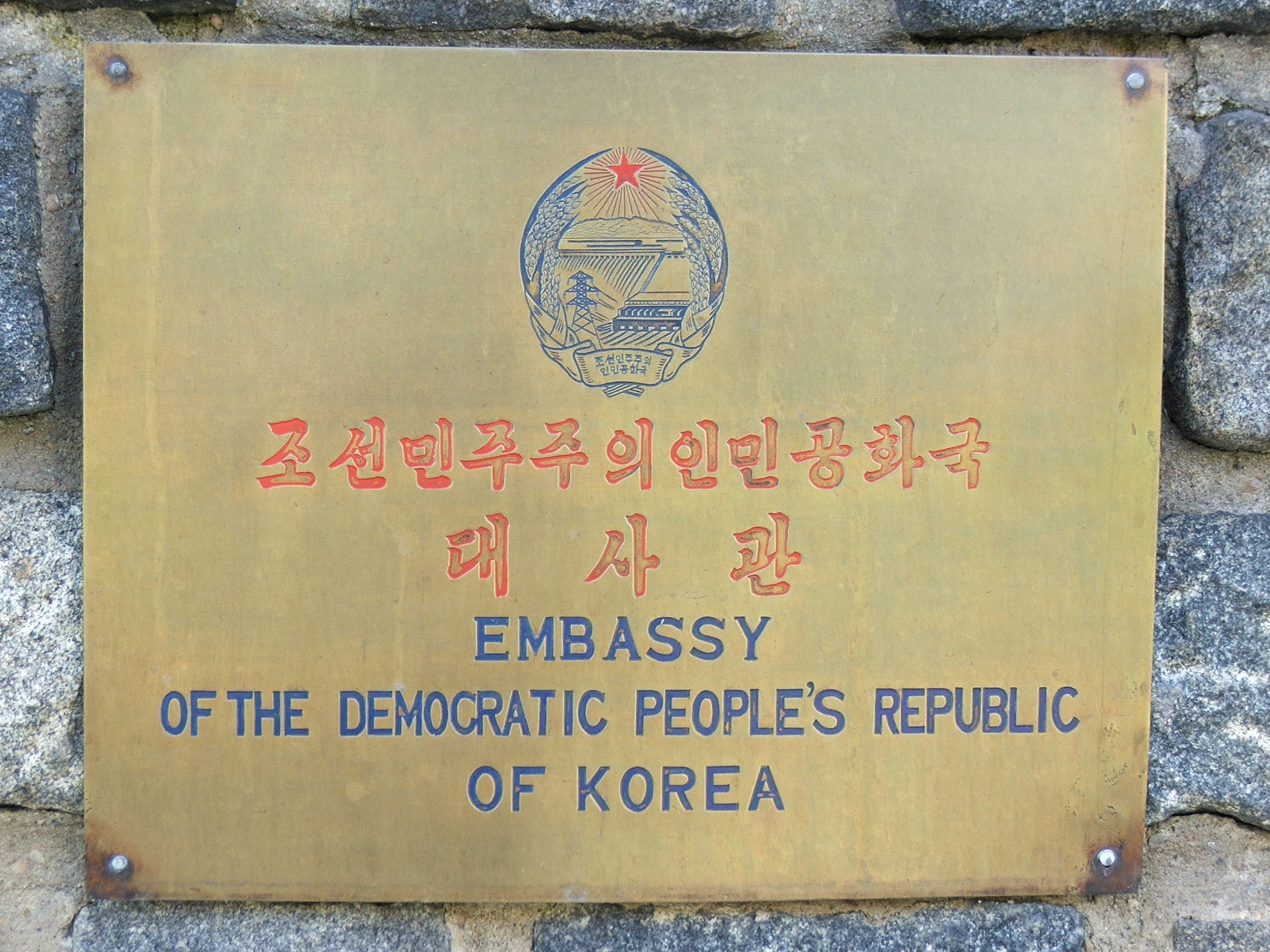
Emblème de la Corée du Nord au-devant de l'ambassade nord-coréenne de Prague en République tchèque.

## Précédentes armoiries

Prototype d'emblème publié dans Chǒngro en 1946.
Emblème utilisé de juillet à septembre 1948.
1948-1992.